# Kanton Meine au Saintois
Kanton Meine au Saintois (fr. Canton de Meine au Saintois) je francouzský kanton v departementu Meurthe-et-Moselle v regionu Grand Est. Tvoří ho 98 obcí. Zřízen byl v roce 2015.

## Obce kantonu
| - Aboncourt - Affracourt - Allain - Allamps - Autrey - Bagneux - Bainville-aux-Miroirs - Barisey-au-Plain - Barisey-la-Côte - Battigny - Benney - Beuvezin - Blénod-lès-Toul - Bouzanville - Bralleville - Bulligny - Ceintrey - Chaouilley - Clérey-sur-Brenon - Colombey-les-Belles - Courcelles - Crantenoy - Crépey - Crévéchamps - Crézilles - Diarville - Dolcourt - Dommarie-Eulmont - Étreval - Favières - Fécocourt - Forcelles-Saint-Gorgon - Forcelles-sous-Gugney | - Fraisnes-en-Saintois - Gélaucourt - Gémonville - Gerbécourt-et-Haplemont - Germiny - Germonville - Gibeaumeix - Goviller - Grimonviller - Gripport - Gugney - Hammeville - Haroué - Houdelmont - Houdreville - Housséville - Jevoncourt - Lalœuf - Laneuveville-devant-Bayon - Lebeuville - Lemainville - Leménil-Mitry - Mangonville - Marthemont - Mont-l'Étroit - Mont-le-Vignoble - Moutrot - Neuviller-sur-Moselle - Ochey - Ognéville - Omelmont - Ormes-et-Ville - Parey-Saint-Césaire | - Pierreville - Praye - Pulney - Quevilloncourt - Roville-devant-Bayon - Saint-Firmin - Saint-Remimont - Saulxerotte - Saulxures-lès-Vannes - Saxon-Sion - Selaincourt - Tantonville - Thélod - They-sous-Vaudemont - Thorey-Lyautey - Thuilley-aux-Groseilles - Tramont-Émy - Tramont-Lassus - Tramont-Saint-André - Uruffe - Vandeléville - Vannes-le-Châtel - Vaudémont - Vaudeville - Vaudigny - Vézelise - Viterne - Vitrey - Voinémont - Vroncourt - Xeuilley - Xirocourt |